# Kishi Yoshiyuki
Yoshiyuki Kishi 岸良幸 (Tokyo, 24 aprile 1898 – Mar delle Filippine, 25 ottobre 1944) è stato un ammiraglio giapponese.
È stato un ufficiale della marina imperiale giapponese, con il grado di contrammiraglio. La portaerei Chitose, da lui comandata, venne affondata dalla flotta statunitense nella battaglia di Capo Engaño, all'interno della più estesa battaglia del Golfo di Leyte, nel Mar delle Filippine.